# Боаз и Јакин

### Мит
У древном граду Ану, код Грка Хелиополису, постојао је велики свети стуб. Овај стуб, који се налазио у Доњем Египту, према легенди је означавао место на ком је свет настао из првобитног океана Нун и због тога је он темељ света. Његов дупликат био је у граду Некеб, односно Горњем Египту, и обележавао је снагу и везу са небом. Ова два стуба су симболизовала удружене две земље у једно краљевство спојено небеским сводом богиње Нут. Стубови са сличном симболиком су украшавали и источну капију Соломоновог храма. Заједно су означавали уједињену моћ, стуб са десне стране се звао Цедек и представљао је моћ свештеника док се краљева моћ огледала у стубу са леве стране чије је име било Мишпат. Стубови су били уједињени под сводом који се означавао као Шалом.

### Слободно зидарство
У Слободном зидарству ови стубови носе име Боаз и Јакин. Боаз симболизује снагу и налази се са леве стране док стуб са десне стране означава утемељење и зове се Јакин. Слободни зидари заступају гледиште да јединство ова два стуба представља стабилност.